# Ouragan Lili
L’ouragan Lili est le plus meurtrier et le plus coûteux à avoir frappé les États-Unis durant la saison cyclonique 2002 dans l'océan Atlantique nord. Il s'agissait du douzième cyclone tropical à recevoir un nom dans ce bassin, le quatrième à avoir atteint le niveau d'ouragan et le second à atteindre celui d'ouragan majeur. Lili a causé de lourds dommages dans les Grandes Antilles, en particulier aux récoltes et aux demeures précaires.
Lili a causé des coulées de boue en terrains montagneux à Haïti et en Jamaïque. Aux États-Unis, Lili a forcé l'évacuation des plates-formes pétrolières dans le golfe du Mexique et des dégâts importants en Louisiane, dont la destruction d'une partie des îles formant barrière sur la côte et au delta du Mississippi. En tout, le coût de la tempête a été estimé à 882 millions $US (2002) (1,15 milliard $US de 2007) et elle a tué quinze personnes.
Le nom Lili a été retiré en 2003 par l'Organisation météorologique mondiale à la suite des impacts que l'ouragan a eu.

## Évolution météorologique
Formé à partir d'une perturbation tropicale apparue en plein Atlantique le 21 septembre, il a continué vers l'ouest pour affecter les Petites Antilles et la mer des Caraïbes. En passant au sud de Cuba, le cisaillement des vents l'a fait faiblir temporairement mais il a repris de la vigueur en se dirigeant vers le nord-ouest dans une zone plus favorable. Le 1er octobre il passait à la catégorie 2 et touchait l'ouest de Cuba deux fois.
Entrant dans le golfe du Mexique, il s'intensifia à la catégorie 4 le 2 octobre en après-midi. Lili perdit ensuite des forces et frappa la côte de la Louisiane le 3 octobre alors qu'il n'était plus que de catégorie 1.